# Poitevin (hästras)
Poitevin är en tung hästras från Frankrike, som mest använts för att avla fram mulor men även att dra flodbåtar i floddeltat. Rasen drabbades hårt av mekaniseringen av jordbruket i början av 1900-talet. Speciellt en enastående härdig mulsort som är närmare 160 cm i mankhöjd vid namn Mule du Poitou avlas från Poitevinhästarna tillsammans med åsnan Baudet du Poitou. Hästrasen kallas även för Mulassier.  

## Historia
Poitevinhästen kommer från regionen Poitou i Frankrike. Poitevinhästen har sitt ursprung i den primitiva, utdöda Skogshästen som levde i norra Europa sedan den senaste istiden. Dessa hästar korsades med andra tunga hästar från Danmark, Nederländerna och Norge som fördes till Frankrike under 1600-talet för att dika ut de stora träskmarkerna i området. 
Sedan behovet av arbetshästar minskade kraftigt efter mekaniseringen av jordbruken, var rasen nära att dö ut men ett aktivt avelsarbete sedan 1970-talet har ökat antalet hästar inom rasen. Idag används den främst som körhäst och som avelsdjur för poitevin-mulan. Efterfrågan på mulor har ökat kraftigt de sista åren och därmed det ekonomiska intresset att producera mulor; en mula kostar mer än en medioker poitevin-häst. Eftersom hästarna inte ger mycket pengar vid försäljning hamnar tyvärr många av hästarna hos slaktaren. Idag föds Poitevinhästarna mest upp för mulindustrin som funnits i området sedan 1800-talet och är känd för att avla fram världens största mulor. 
Rasen är än idag allvarligt utrotningshotad och man har startat avelsprogram för att försöka rädda rasen. Hästarna finns även i Sverige, men den första Poitevinhästen kom inte hit förrän 1999. Det finns idag ca 260 ston och 40 godkända avelshingstar av rasen och ca 80 uppfödare som har registrerade hästar. Antalet hästar kan vara något högre då en del hästar eventuellt inte registreras. Det föds ca 90 föl varje år men aveln och användningsområden måste öka om rasen ska överleva.

## Egenskaper
Mankhöjden ligger på 153 till 173 cm; medelhöjden för hingstar är 165 - 170 cm och för ston 155 - 165 cm. Hästarna väger mellan 700 och 900 kilo. Färger som förekommer är brun, gråskimmel, svart och fux. Alla färger har en mörk rand som kallas ål längs ryggen, vilket är ett primitivt tecken och troligtvis ett arv från de gamla skogshästarna. Hårrem och tagel är grova och rikliga, ibland krusiga. Hårtofsar kan förekomma vid knän och hasled och hästarna har rikligt med hovskägg. 
Huvudet är stort och kilformat med rak eller lite konvex nosprofil, långa öron, markerat käkparti, små, mandelformade ögon och inte särskilt stora näsborrar. Hästarna har kort, kraftig hals med lång och tjock man, tydligt markerad manke, lång rygg, långt, stupande kors och lågt ansatt svans, ett inte särskilt välskapt bogparti och ganska dålig revbensvälvning. Låren är muskulösa, benen är korta och kraftiga med breda ledgångar, långa skenben och stora hovar. Hästarna är ganska rektangulära och långa i kroppen. 